# Astragalus fragiformis
Astragalus fragiformis es una especie de planta del género Astragalus, de la familia de las leguminosas, orden Fabales.

## Distribución
Astragalus fragiformis se distribuye por Kazajistán.

## Taxonomía
Fue descrita científicamente por Willd. Fue publicada en Sp. Pl., ed. 4, 3: 1261 (1802).